# Dave Heineman
David Eugene Heineman, detto Dave (Falls City, 12 maggio 1948), è un politico statunitense, governatore repubblicano del Nebraska dal 2005 al 2015.